# 名波ゆら
名波 ゆら（ななみ ゆら、1982年11月29日 - ）は、日本の元AV女優。
東京都出身。

## 略歴
2006年にAVデビュー。
2007年12月17日に自身のブログにて来年2月いっぱいで引退することを発表。
2008年2月末をもって引退。
2009年西尾いずみに改名し復活。

## 作品
2006年
- FIRST SHOT 初撮りムスメ。 VOL.2（3月4日、タカラ映像）
- 彼女のカノジョと＊05（3月18日、ゴーゴーズ）
- 理想の病院紹介します!パート2（4月6日、V&Rプロダクツ）
- HIGH SCHOOL FUCK（5月1日、アイデアポケット）
- ボディコン狂い グラマラス女達（5月15日、未来・フューチャー）
- ガーター&ストッキング（5月15日、未来・フューチャー）
- 網タイツ 極上の美脚をもつ女たち。（6月15日 未来・フューチャー）
- いやしの集団若妻サークル（6月15日、アレックス）
- AV女優の部屋 今時素人AV女優たちの自宅のお部屋に潜入!!（6月19日、スタイルアート）
- 青山ED治療クリニック 私たちが貴方のインポ治します! 2（6月22日、アキノリ）
- 洪水警報 びっちょまん（6月23日、クリスタル映像）
- FREEDOM LYNCH フリーダム的集団暴行（7月12日、フリーダム）
- エロカワな女子校生痴女!!（7月19日、スタイルアート）
- 集団女子校生痴女 放課後男狩り編（7月28日、メディアステーション）
- 集団痴女お見合いパーティー（8月1日、MOODYZ）
- オナニスト 第14章（8月10日、隼エージェンシー）
- AV女優・面接ファック（8月13日、MOODYZ）
- WクイコミDANCE 2（8月15日、ジャネス）
- Bikini ヌギヌギダンス 2（8月15日、ジャネス）
- 第1回 ‘きき痴女’ゲーム選手権（8月15日、ワープエンタテインメント）
- 競泳水着（8月15日、未来・フューチャー）
- 女子校生集団痴女（8月19日、スタイルアート）
- HIP!!「尻」女子校生編（8月19日、スタイルアート）
- DANCE SPIRIT【Lightレズバージョン】（8月19日、スタイルアート）
- 痴女不動産 庭付 痴女付 一戸建て（9月7日、アキノリ）
- 女子校生DANCE痴女（9月19日、スタイルアート）
- スク水・女子校生 WET DANCE（9月19日、スタイルアート）
- フェラマニアvol.1（9月19日、BRAVO）
- real face ≫ yura（9月22日、シャイ企画）
- オタク女子VSオタク男子（10月5日、甲斐正明事務所　(ブリット））
- 女子校生れず先輩と私 75（10月6日、U&K）
- 女教師レイプ レイプされる8人の女教師（10月10日、隼エージェンシー）
- フェラコレ2006秋（10月10日、隼エージェンシー）
- 中出しされた人妻たち 第2章（10月19日、BRAVO）
- 極上手こき（10月19日、BRAVO）
- キャバ嬢乱痴気ダンスストリップ stage 01（10月25日、ジャネス）
- 女痴校生・快楽チンコいじめ（10月25日、OPERA［オペラ］）
- 犯られた人妻たち 中出しされる5人の人妻（10月27日、Nadeshiko）
- ハーレム女学園 魅惑のモテまくり学園生活編（11月1日、MOODYZ）
- 極悪レズエステ（11月5日、アキノリ）
- 尻魂 stage02（11月5日、ジャネス）
- Air Sex Dance PART.1（11月5日、ジャネス）
- こだわりの手コキ 4時間SP 2 40人のハンドメイド（11月11日、隼エージェンシー）
- 顔騎放尿（11月12日、フリーダム）
- アナルを犯される男達（11月12日、フリーダム）
- 脚責め（11月12日、フリーダム）
- チ●ポ汁を搾り取るおげれつな女達（11月15日、ジャネス）
- 素人ギャルオナニー30連発!（12月19日、BRAVO）
- 女子校生ぶちアゲ ストリップダンス。 ～制服と水着とボディコンとあたし～（12月23日、ラハイナ東海）

2007年
- 手コキクリニック 8（1月5日、SODクリエイト）
- トウキョウハイスクール ヒップダンス（1月12日、プレステージ）
- KARMAファン感謝祭 ロリロリバスツアー2（1月13日、カルマ）他多数
- 私を買ってくださいと拝み倒す女たちの悶絶ダンス 第弐章（1月13日、ラハイナ東海）
- Lesbian Real High School Vol.1（1月13日、BRAVO）
- 粘着系レズローション No.02’（2月19日、BRAVO）
- オゲ!オゲ!ボディコンダンス（3月3日、ラハイナ東海）
- コスプレレズビアン（3月4日、UNDER RIN）
- くい込みマ●コにコスりつけてオナニーをする変態娘（3月5日、ジャネス）
- 未公開シーン全て見せます! 裏ロリバス（3月13日、カルマ）
- 淫乱ナース+中出し乱交（4月5日、タカラ映像）
- 痴女学園 2（4月15日、イマージュ）
- SOD的 女優さんドッキリ○恥大報告!!（5月4日、SODクリエイト）
- クイコミDANCE Specials 2（5月5日、ジャネス）
- パイパン娘。4 パイパン大運動会（6月13日、カルマ）
- 美脚倶楽部（6月13日、麒麟堂）
- 女だけの乱交パーティー2 エンドレス レズビアン（6月19日、ドグマ）
- 接吻手コキバス（7月5日、アキノリ）
- 監禁拷問アクメ（7月13日、中嶋興業）
- 高級ソープへいらっしゃい 17（8月10日、クリスタル映像）
- 性的浴場 貸切ソープランド（8月16日、アキノリ）
- 人妻レイプ 4時間 犯されまくる10人の人妻たち（8月17日、Nadeshiko）
- 縄 M女優 コレクション Vol.7（8月19日、ドグマ）
- 若妻たちのレズ羞恥旅行 1（8月25日、ジャネス）
- 隠しカメラをイッパイ仕掛けて日常のリアルオナニーを撮影しちゃいましたぁ!!（9月6日、SODクリエイト）
- 女子校生が熟女にレズ調教 2（9月19日、スタイルアート）
- ギャルのニーソックス 2（10月1日、ジャパン）
- 若妻羞恥旅行 第13章（10月15日、未来・フューチャー）
- 女子校生黒タイツレズ 1（10月25日、ジャネス）
- 桃組淫行少女隊（11月7日、桃太郎映像出版）
- コンビニにボクひとり 完全版（11月16日、メディアステーション）
- 猥褻レズビアン 女が女を調教 1（11月19日、スタイルアート）
- 禁断の異母姉妹（12月7日、アウダースジャパン）
- DOKIレズ 17（12月7日、アウダースジャパン）

2008年
- 一度は行きたい!女子高生温泉（1月5日、V&Rプロダクツ）
- 美脚!黒ストッキング GAL女子校生編 完全版（1月25日、メディアステーション）
- 生・中出しが大好きな女子校生たち 総勢13人をガチハメる!（2月7日、桃太郎映像出版）
- ハレンチ病院（2月22日、クリスタル映像）
- 素人参加型 お姉さんに一日中抜かれ続けてみませんか 2（2月25日、アロマ企画）
- 接吻レイプ 2（3月25日、ジャネス）
- 女子校生の乳首責め手コキ（4月4日、映天）
- 女子校生と69（4月4日、映天）
- 発射後も責め続ける痴女たち 1（4月15日、ジャネス）
- レズ奴隷 2 狙われた女生徒（4月19日、スタイルアート）
- 夜這い 寝ぼけま○こはスキだらけ!気配を消して吸いつけブチ込め!!（4月24日、イエローボックス）
- 精神病棟（5月15日、大洋図書）
- 凌辱デリヘル（6月13日、LEO）
- 接吻レズ 3 ネコとタチ（6月19日、スタイルアート）
- 愛のあるSEXシリーズBAZOOKA 背面位 full spec 4時間（12月19日、メディアステーション）

2010年
- オペラ5周年記念DVD24時間6枚組（12月25日、オペラ）